# عملیات فرمانده کل قوا
عملیات فرمانده کل قوا-روح الله خمینی با در محور آبادان - دارخوین به صورت نیمه گسترده در تاریخ ۲۵/۳/۱۳۶۰ به فرماندهی سپاه انجام شد.